# Wimberley
Wimberley är en stad (city) i Hays County i Texas. Vid 2010 års folkräkning hade Wimberley 2 626 invånare.